# Máy thu thanh Foxhole

## Lịch sử
Máy thu thanh Foxhole (còn được gọi là: Máy thu trong chiến hào) là một máy thu thanh tạm bợ, nó lần đầu tiên được sử dụng bởi những người lính trong Thế chiến II tại chiến trường Anzio để nghe các đài phát thanh địa phương, sau đó phổ biến khắp chiến trường châu Âu và Thái Bình Dương. Có nhiều phiên bản khác nhau của đài phát thanh; tất cả đều dùng lưỡi dao cạo an toàn như một máy dò sóng vô tuyến. Máy thu thanh Foxhole vốn là một phiên bản tinh giản của máy thu vô tuyến tinh thể với dao cạo râu đóng vai trò của một máy dò, lưỡi dao của nó như là một tinh thể thạch anh, dây dẫn, pin và sau này, bút chì được thêm vào như là một bộ phận của mạch biến điệu. Cái tên Foxhole được các phương tiện truyền thông đặt tên theo hố cá nhân (Tiếng Anh: Foxhole), một vị trí chiến đấu để phòng thủ hoặc du kích.
Máy thu thanh Foxhole hoạt động như một máy thu vô tuyến thạch anh, vì nó không đòi hỏi nguồn điện bên ngoài và chúng sử dụng nguồn điện từ đài. Ngoài được sử dụng trong chiến tranh thế giới thứ hai, một số tù nhân chiến tranh người Mỹ được báo cáo là đã chế tạo chúng trong chiến tranh Việt Nam

## Lịch sử hình thành

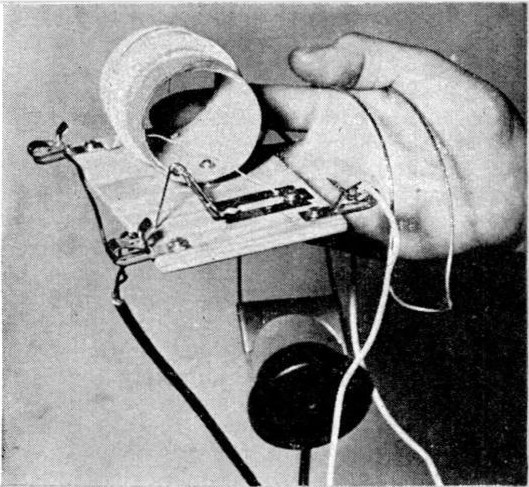
Một cái máy thu thanh Foxhole đơn giản (10-1944)

Không rõ ai là người đầu tiên phát minh ra máy thu thanh Foxhole, nhưng dường như có thể khẳng định được rằng nó được phát minh bởi một người lính đóng quân ở bờ biển Anzio trong khoảng thời gian từ tháng 2 đến tháng 5 năm 1944 Bài báo đầu tiên nói về đài Foxhole được đăng trên tờ New York Times vào ngày 29 tháng 4 năm 1944. Bài báo nói rằng binh nhì Eldon Phelps là người đã chế tạo chiếc máy này, sau này anh đã khẳng định điều đó. Ban đầu nó là một cái đài vô cùng thô sơ: Một cái dao cạo râu cắm vào một miếng gỗ có tác dụng như một tinh thể trong mạch biến điệu và một đầu ăng-ten thu (Cơ chế hoạt động giống như máy thu thanh "con mèo"). Phelps đã thu được các chương trình phát sóng từ Roma và Napoli.
Sau đó ít lâu, Toivo Kujanpaa - một phát thanh viên nghiệp dư - đã chế tạo lại máy thu và đã thu được hầu hết các chương trình phát thanh của Đức. Hầu hết các chương trình này nói về quân Đồng Minh bởi lực lượng phe Trục ở Rome. Nhiều cựu chiến binh từng tham chiến ở Anzio kể lại rằng họ gọi nữ phát thanh viên mà họ nghe được là "Axis Sally", biệt danh này đề cập đến nữ phát thanh viên Mildred Gillars. Tuy vậy, Gillars là nữ phát thanh ở Berlin, do vậy phát thanh viên mà họ nghe được rất có thể là Rita Zucca, một nữ phát thanh viên ở Rome. Mặc dù Gillars được gán cái biệt danh "Axis Sally", nhưng Zucca lại chính là người tự gọi mình là "Sally" trong các chương trình phát thanh của cô.
Ngoài ra, máy thu thanh này còn thu được các chương trình phát sóng của quân Đồng Minh, quân đoàn 5 (Bộ tư lệnh miền Bắc Hoa Kỳ ngày nay) và BBC.
Những người lính Mỹ ở mặt trận Ý thường thu thập các máy thu thanh Foxhole và đặt với nhau để nghe các bản ghi từ một đài phát thanh ở Rome vào ban đêm. Bình thường, họ sẽ nghe được đâm thanh từ đài phát thanh nếu họ ỏ cách đó khoảng 25 - 30 dặm. Năm 1942, trung tá R.G.Wells - một tù nhân chiến tranh ở Nhật Bản - đã chế tạo một máy thu thanh Foxhole để nghe ngóng tin tức về tình hình thế giới. Theo ông thì :"Nguyên một trại giam khao khát được nghe tin tức".  Richard Lucas - một tù nhân chiến tranh ở Việt Nam - đã tự chế tạo đài Foxhole và tai nghe cho riêng mình.

## Cấu tạo

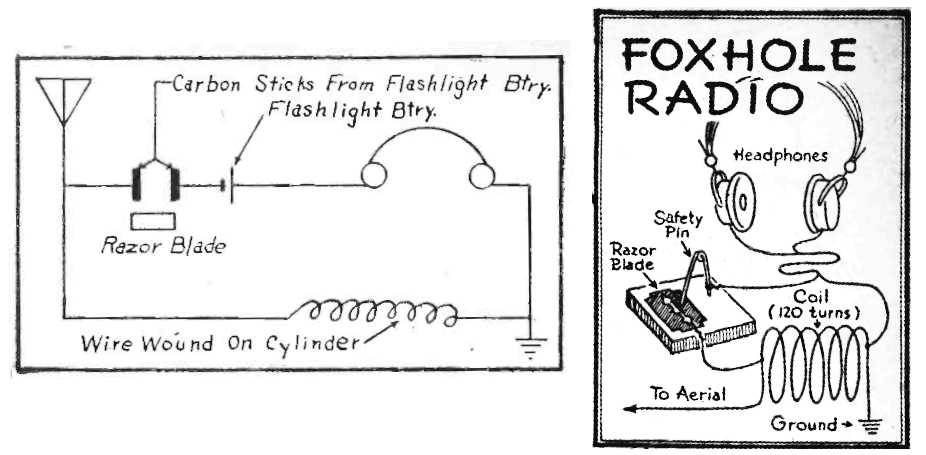
Cấu tạo theo sơ đồ của đài Foxhole

Một máy thu thanh Foxhole bao gồm một dây Ăngten, một cuộn cảm (cuộn dây đồng), một mạch thu thanh và một tai nghe.
Ăngten được nối với dây nối đất, cuộn dây trong đài hoạt động như một mạch cộng hưởng với tần số cộng hưởng xác định. Để thu được các sóng có tần số khác nhau, cuộn dây được thiết kế với một cần gạt trượt (làm bằng bút chì) để có thể điều chỉnh được độ tự cảm của chính nó. Hầu hết các máy thu thanh Foxhole không có chức năng liên lạc và chỉ thu sóng từ đài phát thanh gần nhất.

Đài Foxhole được tạo ra từ những vật liệu thô thiển nhằm tái tạo lại cấu trúc của máy thu vô tuyến thạch anh: Lưỡi dao lam được hơ nóng và đầu bút chì được ép chặt vào lưỡi lam bằng một chốt an toàn. Bằng việc di chuyển đầu còn lại của bút chì, nó tác động đến lưỡi dao khiến mạch có thể thu được sóng từ một chương trình phát thanh bất kì. 

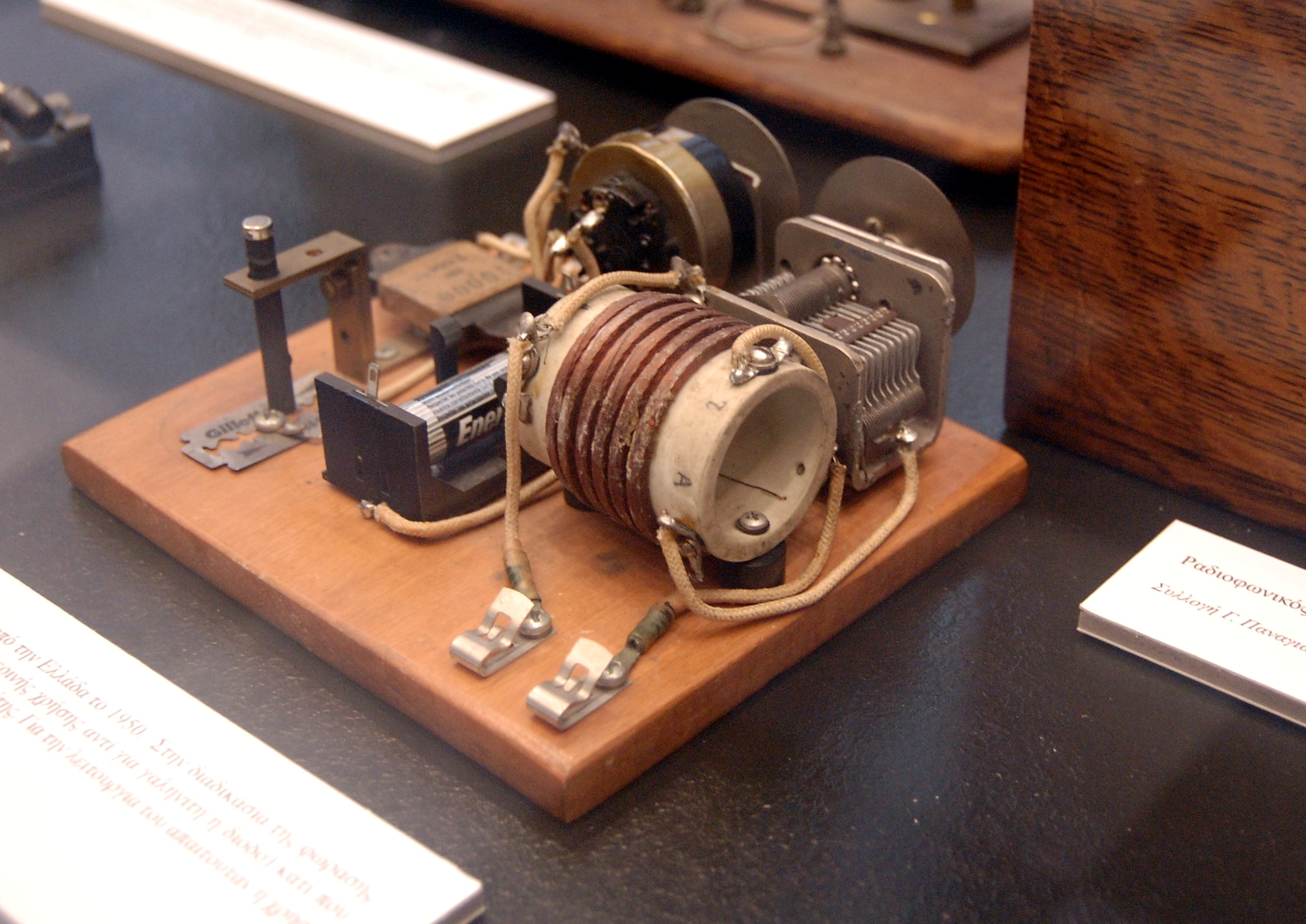
Một chiếc đài Foxhole cũ

Tai nghe có tác dụng biến sóng điện từ thành sóng âm thanh, tuy vậy, do không có mạch khuyếch đại nên âm thanh nghe được từ tai nghe rất kém, phải khá yên tĩnh mới có thể nghe được. Hầu hết vật liêu làm tai nghe và cuộn dây được lấy từ bộ phận liên lạc bên trong xe tăng. 

## Đọc thêm

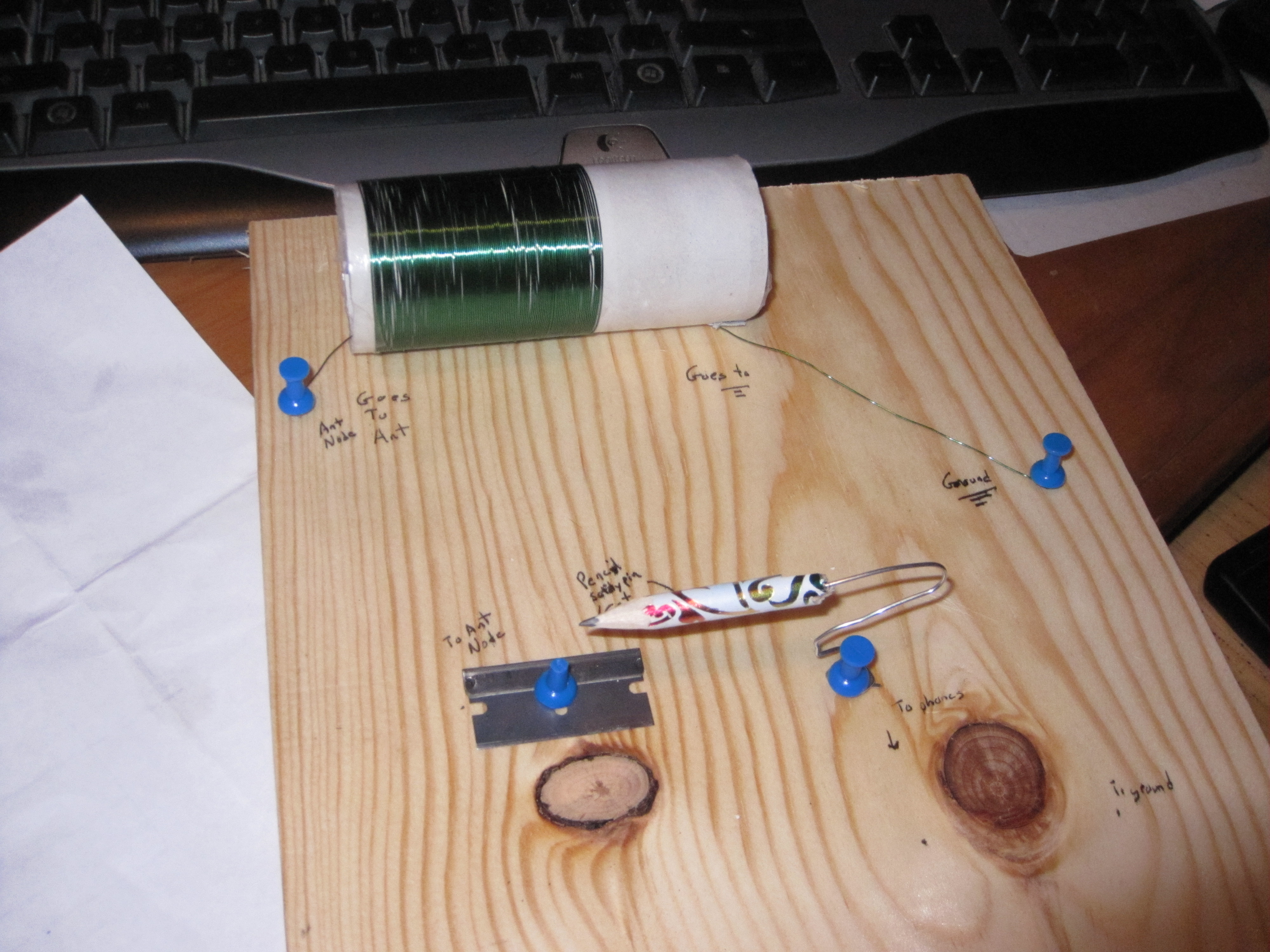
Một máy thu thanh Foxhole